# IC 3930
IC 3930 је спирална галаксија у сазвјежђу Ловачки пси која се налази на листи објеката дубоког неба у Индекс каталогу.
Деклинација објекта је + 38° 45' 53" а ректасцензија 12h 57m 22,4s. Привидна величина (магнитуда) објекта IC 3930 износи 15,2 а фотографска магнитуда 16,0.